# Santa-Maria-Poggio
Santa-Maria-Poggio település Franciaországban, Haute-Corse megyében. Lakosainak száma 798 fő (2022. január 1.). Santa-Maria-Poggio San-Giovanni-di-Moriani, San-Nicolao, Santa-Reparata-di-Moriani és Valle-di-Campoloro községekkel határos.

## Népesség
A település népessége az elmúlt években az alábbi módon változott:
| Lakosok száma | 222  | 456  | 600  | 648  | 674  | 696  | 743  | 781  | 787  | 798  |
|               | 1968 | 1982 | 1990 | 2006 | 2013 | 2015 | 2017 | 2019 | 2020 | 2022 |